# Chamanthedon elymais
Chamanthedon elymais là một loài bướm đêm thuộc họ Sesiidae. Nó được tìm thấy ở Mozambique và Nam Phi.